# 칼러 대 캔자스 소송
‘칼러 대 캔자스’ 18-6135번은, 판사들이 다음과 같이 판결한 미국 대법원 사건인데 그것은 미국 수정헌법 5조와 14조는 다음의 것을 요구하지 않는다는 판결이었고 그것은 잘잘못을 인식하는 피고의 능력에 기반한 형사 소송에서 정신장애 변호를 주정부들이 채택하라는 요구이다.
그것은 2019년 10월 7일에 제기되었고 2020년 3월 23일에 결정되었다.